# Aub (Bawaria)
Aub – miasto w Niemczech, w kraju związkowym Bawaria, w rejencji Dolna Frankonia, w regionie Würzburg, w powiecie Würzburg, siedziba wspólnoty administracyjnej Aub. Leży ok. 28 km na południowy wschód od Würzburga, nad rzeką Gollach.

## Dzielnice
W skład miasta wchodzą dwie dzielnice:
- Baldersheim
- Burgerroth

## Demografia
| Rok  | Liczba mieszk. |
| 1970 | 1714           |
| 1987 | 1 631          |
| 2000 | 1 702          |

## Współpraca
Miejscowość partnerska:
- Wrixum, Szlezwik-Holsztyn

## Zabytki i atrakcje
- Kościół pw. Wniebowstąpienia NMP (Mariä Himmelfahrt)
- zamek
- mury miejskie
- kirkut